# Факультет німецької мови КНЛУ
Факультет німецької мови КНЛУ було створено 1 жовтня 1948 року. Першим його деканом був кандидат філологічних наук доцент ХАРЕНКО Михайло Федорович. Також, факультет очолювали старший викладач ПОПКОВ Іван Абрамович (1956–1960), якого змінив на цій посаді професор ГАВРИСЬ Володимир Іванович, а далі — кандидат філологічних наук, професор АРТЕМЧУК Галік Ісакович. У 1983 році його змінила кандидат філологічних наук, доцент КУДІНА Олена Федорівна, восени 1988 року деканом був обраний кандидат філологічних наук доцент НАЗАРОВ Сергій Микитович. З осені 1995 року по грудень 2003 року деканом працював доктор історичних наук професор ВАСИЛЬЧУК Володимир Миколайович.

## Декан
Починаючи з 2003 року факультет очолює доктор філологічних наук професор ГАМЗЮК Микола Васильович.

## Сьогодення факультету
Певний час факультет німецької мови був єдиним серед українських педагогічних інститутів та університетів, де іноземні мови, у тому числі німецька, вивчалися як фах. На сьогодні факультет нараховує близько 400 студентів. Загалом, за час його існування на факультеті здобули вищу освіту майже 8 тисяч вчителів, викладачів, перекладачів, науковців, дипломатів, працівників засобів масової інформації, військовиків та бізнесменів. Факультет німецької мови є одним із співзасновників і активних учасників Української спілки германістів вищої школи.

## Спеціальності
Факультет здійснює підготовку фахівців за напрямком «філологія» зі спеціальностей:
- 6.030500 бакалавр філології, вчитель німецької мови;
- 7.030502 філолог, викладач німецької та англійської мов і зарубіжної літератури;
- 8.030502 магістр філології, викладач німецької та англійської мов і зарубіжної літератури

## Підрозділи
Сьогодні на факультеті німецької мови працюють 3 кафедри: німецької мови, очолювана доктором філологічних наук, професором Миколою Васильовичем Гамзюком; німецької філології, яку очолює кандидат філологічних наук, доцент Ларькова Людмила Хомівна; англійської філології, її очолює кандидат філологічних наук, доцент Терехова Світлана Іванівна.
В деканаті факультету німецької мови працюють старший лаборант КРИЛОВА Оксана Вікторівна, секретар РИБАК Олена Ігорівна.

## Міжнародні зв'язки
З 1967 року факультет німецької мови підтримує партнерські зв'язки з Дрезденською вищою педагогічною школою. Вагомим наслідком такого співробітництва став розвиток нового напряму наукових досліджень — лінгвістики тексту.
Багаторічним організатором і душею міжнародного співробітництва була доцент Владова О. В., з німецької сторони — професори М.Пфютце, Г.Лібш, директор департаменту міжнародного співробітництва Егон Кіршнер. У цей час факультет німецької мови співпрацює з Інститутом германістики перекладатехнічного університету м. Дрезден, з філіалом Інституту ім. Гете в м. Київ. Викладачі, молоді вчені, аспіранти факультету німецької мови пройшли мовне та наукове стажування в Інституті германістики Дрезденського технічного університету, в Інституті фонетики Мюнхенського університету. Факультет має плідні зв'язки з Педагогічним інститутом м. Швебіш Гмюнд, де кожен рік стажуються викладачі та студенти факультету німецької мови, а на кафедрах німецької філології та німецької мови проходять практику студенти Інституту Германістики з м. Дрезден і Педагогічного інституту м. Швебіш Гмюнд. Співробітники кафедр факультету час від часу отримують стипендії ДААД від Німецької служби обміну фахівцями між Берлінським та Мюнхенським університетами. Останнім часом укладено договір про співробітництво з Мюнхенським інститутом мов і чів.
Частими гостями на факультеті є іноземні фахівці, політичні діячі, депутати Бундестагу, ректори іноземних вузів-партнерів. За останні п'ять років факультет відвідали: ректор Педагогічного інституту м. Швебіш Гмюнд доктор філософії, професор АЛЬБЕРС, ректор Мюнхенського інституті мов і перекладачів, доктор філології, професор Фелікс МАЄР, колишній ректори Українського вільного університету (м. Мюнхен) доктор філологічних наук, професор Леонід Іванович РУДНИЦЬКИЙ та доктор філологічних наук, професор Альберт КІПА, депутат Бундестагу, почесний доктор Київського національного лінгвістичного університету Ганс МІХЕЛЬБАХ, доктор філологічних наук, професор Дрезденського технічного університету Гельмут ЛІБШ, доктор філологічних наук, професор Дрезденського технічного університету Ганс-Юрген ПЬОЧКЕ.

## Наукова діяльність
Для тих, хто вивчає німецьку мову не як фах, цікавими будуть праці професора Бориско Н. Ф., наприклад, підручник німецької мови для I-ІІ курсів, виданий 2001 року; посібник доцентів Іваненко С.М та Карпусь А. К. «Лінгвостилістична інтерпретація тексту» (1999 рік); підручник німецької мови для студентів V курсу, автори — проф. Іщенко Н. Г., доценти Карпусь А. К. та Перковська І. Д. (2001), два посібники з синтаксису німецької мови, написані доцентом Назаровим С. М. і викладачем Бондар В. Г.: «Синтаксис складного речення» (2000 р.) і «Синтаксис простого речення» (2003 р.), "Теоретична фонетика сучасної німецької мови ", автор — професор Стеріополо О. І.(2005 р.)

## Координати
03680, Україна, м. Київ-150,
вул. Червоноармійська, 73